# Автошлях М 06
Автошлях М 06 — автомобільний шлях міжнародного значення на території України, Київ — Чоп (державний кордон з Угорщиною).

## Загальні відомості
Проходить територією Київської, Житомирської, Рівненської, Львівської та Закарпатської областей. Збігається із частиною Європейського автомобільного маршруту E40 (Кале — Брюссель — Краків — Київ — Волгоград — Ташкент — Алмати — Ріддер); на території Львівської і Закарпатської областей — E50 (Брест (Франція) — Париж — Прага — Ужгород — Донецьк — Ростов-на-Дону — Махачкала); на території Закарпатської області — E573 (Пюшпекладань — Дебрецен — Ньїредьгаза — Чоп — Ужгород). Частина європейських транспортних коридорів № 3 та № 5.
Починається в Києві, проходить через Коростишів, Житомир, Звягель, Корець, Рівне, Дубно, Броди, Львів, Стрий, Сколе, Свалява, Мукачево, Ужгород та закінчується на пропускному пункті Чоп. На території Угорщини продовжується як автошлях 4.

## Загальна довжина
Київ — Чоп (на м. Будапешт через мм. Львів, Стрий і Ужгород) — 900,9 км.
Під'їзди:
Східний під'їзд до м. Житомира — 2,8 км.
Західний під'їзд до м. Житомира — 6,2 км.
Східний під'їзд до м. Звягеля — 3,0 км.
Західний під'їзд до м. Звягеля — 1,6 км.
Східний під'їзд до м. Львова — 5,7 км.
Південний під'їзд до м. Ужгорода — 2,3 км.
Західний під'їзд до м. Рівного — 3,3 км.
Південний під'їзд до м. Рівного — 0,9 км.
Разом — 926,7 км.

## Маршрут
Автошлях проходить через такі населені пункти (жирним шрифтом виділені міста та селища міського типу, через які проходить автошлях М06, або якщо вони знаходяться поруч з автошляхом):
| Автошлях М 06                                        | |
| Населені пункти та КПП, через які проходить автошлях | Автошляхи та річки (позначені дорожніми знаками 5.58.2), які перетинає автошлях М06, а також автошляхи, що проходять через населені пункти, які автошлях М06 перетинає |
| місто Київ                                           | |
| Київ                                                 | E40E95E101E373М01М03М05М07Н01Н07Р04Т 1027 (Берестейський проспект) О101313 (на Боярку)                                                                                 |
| Київська область                                     | |
| Бучанський район                                     | |
|                                                      | р. Ірпінь |
| Стоянка                                              | О100720 (на Гореничі, Фастів) |
| Капітанівка                                          | Т 1001 (на Ворзель, Коростень) |
| Мила                                                 | О101319 (на Гореничі) |
| Мрія                                                 | |
| Гурівщина                                            | |
| Любимівка                                            | |
| Бузова                                               | |
| Березівка                                            | С101407 (на Гавронщину |
|                                                      | С101416 (на Северинівку) |
|                                                      | р. Буча |
|                                                      | С101410 (на Мотижин) |
| Копилів                                              | О101414 (на Ясногородку) |
|                                                      | р. Фоса |
| Калинівка                                            | Т 1019 (на Макарів, Бишів) О101412 (на Великий Карашин) |
| Ситняки                                              | р. Здвиж О101401 (на Макарів, Великий Карашин) |
| Небелиця                                             | О101410 (на Комарівку) |
| Житомирська область                                  | |
| Житомирський район                                   | |
| Ставище                                              | Т 0611 (на Брусилів) |
| Йосипівка                                            | |
|                                                      | С060421 (на Брусилів) |
| Кочерів                                              | Т 0608 (на Радомишль, Малин) О061832 (на Нові Озеряни, Брусилів) |
| Царівка                                              | р. Дубовець |
| Новогородецьке                                       | С060904 (на Коростишів) |
|                                                      | Т 0602 (на Коростишів) |
| Коростишів                                           | р. Тетерів С060904 (на Новогородецьке) С060917 (на Теснівку) О060510 (на Коростишів, Теснівку, Черняхів) С060943 (на Гуменники)                                        |
|                                                      | С060918 (на Козак, Більківці) |
|                                                      | О060814 (на Коростишів) |
| Великі Кошарища                                      | |
| Кмитів                                               | р. Синка |
|                                                      | р. Руда |
| Березина                                             | |
|                                                      | Т 0614 (на Бердичів, Вінницю) М06 (східний під'їзд до Житомира) |
| Східний під'їзд до м. Житомир                        | |
| Глибочиця                                            | |
| Житомир                                              | E583М21Н03Р18 |
| Об'їзний шлях м. Житомир                             | |
| Світин                                               | |
|                                                      | М21 (на Коростень, Овруч, Житомир) |
|                                                      | р. Кам'янка |
| Західний під'їзд до м. Житомир                       | |
| Житомир                                              | E583М21Н03Р18 |
|                                                      | С060736 (на Довжик) |
| Іванівка                                             | С060735 (на Барашівку) |
| Житомирський район                                   | |
|                                                      | М06 (західний під'їзд до Житомира) |
|                                                      | С060736 (на Бондарці) |
| Березівка                                            | |
|                                                      | С060708 (на Рудня-Пошта) |
| Болярка                                              | р. Вива |
|                                                      | О061730 (на Юлянівку, Новий Завод, Івановичі) |
| Видумка                                              | С061723 (на Будище) |
| Мартинівка                                           | С061725 (на Неборівку) |
|                                                      | Т 0603 (на Пулини) О061730 (на Стрибіж, Новий Завод) |
|                                                      | С061709 (на Веселе) |
|                                                      | С061722 (на Цвітянку) |
|                                                      | р. Тня |
|                                                      | С061705 (на Шереметів) |
|                                                      | С061706 (на Великий Луг) С061732 (на Березову Гать) |
|                                                      | О061731 (на Довбиш) |
|                                                      | С061703 (на Теньківку) |
|                                                      | С061708 (на Рудокопи) |
|                                                      | С061715 (на Ходорівку) |
| Улашанівка                                           | р. Білка |
| Звягельський район                                   | |
| Броники                                              | |
|                                                      | р. Тня |
| Романівка                                            | |
| Нова Романівка                                       | Жуківка |
| Перемога                                             | |
|                                                      | М06 (східний під'їзд до Звягеля) |
| Східний під'їзд до м. Звягеля                        | |
| Звягель                                              | Р49Т 0612 |
| Об'їзний шлях м. Звягеля                             | |
|                                                      | р. Случ |
|                                                      | Р49 (на Коростень, Звягель) |
| Західний під'їзд до м. Звягеля                       | |
| Звягель                                              | Р49Т 0612 |
| Звягельський район                                   | |
|                                                      | М06 (західний під'їзд до Звягеля) |
| Пилиповичі                                           | р. Церем О061416 (на Ярунь) |
| Дідовичі                                             | |
| Піщів                                                | |
| Рівненська область                                   | |
| Рівненський район                                    | |
|                                                      | С180912 (на Корець) |
|                                                      | О180908 (на Корець, Старий Корець) |
|                                                      | Т 1804 (на Славуту, Антоніни) |
| Жадківка                                             | |
|                                                      | р. Корчик |
|                                                      | О180915 (на Новий Корець, Калинівка) |
|                                                      | Т 1824 (на Корець, Дерманку) |
|                                                      | О180912 (на Забару, Головницю) |
|                                                      | О180903 (на Крилів) |
| Користь                                              | С181905 (на Новини) |
|                                                      | О180906 (на Великі Межирічі) |
|                                                      | О180904 (на Сапожин) |
| Бранів                                               | О180910 (на Світанок) |
| Федорівка                                            | Т 1812 (на Березне, Немовичі) О180304 (на Жаврів, Бочаницю) О180315 (на Федорівку)                                                                                     |
| Синів                                                | О180303 (на Вовкошів) |
| Терентіїв                                            | р. Рудка С180304 (на Терентіїв) |
| Гоща                                                 | О180313 (на Гощу) |
|                                                      | Р77 (на Гощу, Тучин) |
|                                                      | р. Горинь |
| Горбаків                                             | О180309 (на Подоляни, Дорогобуж) О180302 (на Шкарів, Іллін) |
| Дорогобуж                                            | Т 1831 (на Бугрин) О180309 (на Подоляни, Горбаків) |
|                                                      | О180503 (на Шубків) |
| Бабин                                                | С180302 (на Підліски) |
|                                                      | С180309 (на Дмитрівка) |
| Антопіль                                             | О181505 (на Глинки) С181502 (на Рисв'янку) |
| Біла Криниця                                         | |
| Кругле                                               | О181513 (на Городище, Бармаки) |
|                                                      | Н25 (на Рівне, Сарни) |
| Об'їзний шлях м. Рівне                               | |
| Колоденка                                            | Т 1830 (на Тайкури, Рівне) |
|                                                      | р. Устя О181509 (на Корнин, Здолбунів) |
|                                                      | М06 (південний під'їзд до Рівного) Т 1801 (на Здолбунів, Квасилів) Н25 (на Здолбунів, Острог)                                                                          |
| Південний під'їзд до м. Рівне                        | |
| Рівне                                                | р. Устя |
| Західний під'їзд до м. Рівне                         | |
| Вересневе                                            | |
| Рівне                                                | вулиця Січових Стрільців, вулиця Дубенська Н22 (на Луцьк) |
| Рівненський район                                    | |
|                                                      | М06 (західний під'їзд до Рівного) |
| Велика Омеляна                                       | Т 1817 (на Клевань) |
|                                                      | О180803 (на Глинськ, Здовбиця) |
| Грушвиця Перша                                       | |
| Грушвиця Друга (Грушвиця)                            | р. Гнилушка О181512 (на Дядьковичі) |
| Дубенський район                                     | |
| Зелений Гай                                          | |
|                                                      | О180401 (на Мізоч, Сатиїв) |
|                                                      | р. Стубазка |
| Крилів                                               | |
|                                                      | С180414 (на Молодаво Друге) |
| Молодаво Друге                                       | |
|                                                      | О180417 (на Молодаво Третє) |
| Дубрівка                                             | |
| Привільне                                            | О180414 (на Бортницю) О180408 (на Черешнівку, Рачин) |
|                                                      | E85М19 (на Млинів, Луцьк) |
| Панталія                                             | |
|                                                      | р. Іква |
|                                                      | E85М19 (на Дубно) |
|                                                      | О180410 (на Дубно, Зелене) |
|                                                      | Т 1815 (на Дубно, Млинів, Торговицю) |
|                                                      | Т 0303 (на Дубно, Демидівку, Луцьк) |
| Тараканів                                            | О180404 (на Малі Загірці) |
| Підлужжя                                             | С180405 (на Микитичі) |
| Турковичі                                            | О180405 (на Повчу) |
| Птича                                                | О180409 (на Судобичі) |
| Об'їзд центру с. Верба                               | |
| Верба                                                | О180420 (на Вербу) О180402 (на Вербу, Білогородку) |
| Гранівка                                             | |
|                                                      | Т 0302 (на Козин, Берестечко) С181315 (на Пустоіванне) |
|                                                      | р. Пляшівка |
|                                                      | О181312 (на Нову Пляшеву) |
|                                                      | С181317 (на Гай) |
|                                                      | С181314 (на Гусари) |
|                                                      | С181316 (на Коти) |
|                                                      | О181302 (на Савчуки) |
| Ситне                                                | р. Ситенька С181303 (на Заміщину, Гайки-Ситенські) |
| Михайлівка                                           | О181310 (на Гнильче, Круки) |
| Крупець                                              | О181304 (на Добриводу) Т 1816 (на Радивилів) |
| Бугаївка                                             | р. Слонівка О181301 (на Радивилів, Коритне) |
|                                                      | С181305 (на Опарипси) |
|                                                      | Н02 (на Радивилів, Почаїв, Білу Церкву) |
| Львівська область                                    | |
| Золочівський район                                   | |
|                                                      | Т 1410 (на Радехів, Червоноград, Броди) |
| Броди                                                | р. Суховілка С140114 (на Дітківці) Р39 (на Тернопіль) |
|                                                      | С140110 (на Гаї-Смоленські) |
|                                                      | С140109 (на Глушин) |
|                                                      | С140113 (на Сухоту) |
|                                                      | С140111 (на Гаї-Суходільські) |
| Суходоли                                             | р. Стир С140141 (на Висоцько, Гаї) |
|                                                      | С140138 (на Поникву, Звижень) |
| Дубина                                               | С140105 (на Дуб'є, Лучківці) |
| Ясенів                                               | С140137 (на Руда-Брідська) |
|                                                      | О140103 (на Золочів) |
| Хватів                                               | |
|                                                      | С140245 (на Олесько) |
|                                                      | С140245 (на Олесько, Йосипівку) |
| Ожидів                                               | С140202 (на Почапи) |
| Янгелівка                                            | |
|                                                      | С140214 (на Гумниська, Стовпин) |
|                                                      | Т 1806 (на Буськ, Берестечко) |
|                                                      | О140203 (на Шайноги) |
| Буськ                                                | р. Західний Буг |
|                                                      | Т 1806 (на Буськ, Красне) |
| Кізлів                                               | |
| Новий Милятин                                        | |
| Львівський район                                     | |
|                                                      | С140605 (на Жовтанці, Куликів) |
| Банюнин                                              | С140812 (на Убині) |
| Дідилів                                              | р. Думна |
| Старий Яричів                                        | С140806 (на Ременів) |
| Запитів                                              | |
| Малі Підліски                                        | Н17 (на Радехів, Луцьк) С140610 (на Волю-Гомулецьку) |
| Гамаліївка                                           | |
|                                                      | М06 (східний під'їзд до Львова) |
| Східний під'їзд до м. Львів                          | |
| Дубляни                                              | |
| Малехів                                              | |
| Львів                                                | E40E372E471М09М10М11Н13Т 1416 |
| Об'їзний шлях м. Львів                               | |
|                                                      | С141210 (на Ямпіль, Сороки-Львівські) |
|                                                      | р. Полтва |
|                                                      | С141218 (на Підбірці) С141203 (на Сухоріччя) |
|                                                      | М09 (на Винники, Золочів, Тернопіль, Львів) |
|                                                      | р. Марунька |
| Чишки                                                | С141216 (на Чишки) |
|                                                      | Н09 (на Бібрку, Івано-Франківськ, Львів) |
|                                                      | р. Давидівка |
| Пасіки-Зубрицькі                                     | С141224 (на Кротошин) |
| Зубра                                                | р. Зубра |
| Львів                                                | E40E372М09М10М11Н13Т 1416 |
| Львівський район                                     | |
|                                                      | М10 (на Краковець, Шегині) |
| Солонка                                              | |
| Ков'ярі                                              | |
| Липники                                              | С141238 (на Поршну) С141215 (на Милятичі) |
|                                                      | С141236 (на Семенівку) |
| Стрийський район                                     | |
|                                                      | С141214 (на Щирець) |
|                                                      | С141219 (на Тростянець, Загір'я) |
| С140903 (на Миколаїв, Тернопілля)                    | |
| Дроговиж                                             | Р84 (на Комарно, Миколаїв) |
|                                                      | б/н (?) (на Миколаїв) |
| Розвадів                                             | Р84 (на Розділ, Жидачів) |
|                                                      | р. Дністер |
| Пісочна з західного боку Рудники зі східного боку    | Т 1402 (на Меденичі, Дрогобич) |
|                                                      | С140904 (на Криницю) |
| П'ятничани                                           | |
| Угерсько                                             | О141804 (на Меденичі) |
| Добряни                                              | E50М30 (на Жидачів, Тернопіль) |
| Стрий                                                | Н10 (на Моршин, Івано-Франківськ) Т 1418 (на Дрогобич) |
| Дуліби                                               | |
| Гірне                                                | О140401 (на Трускавець) |
| Любинці                                              | |
| Нижнє Синьовидне                                     | |
|                                                      | р. Стрий |
| Межиброди                                            | |
|                                                      | р. Опір |
| Верхнє Синьовидне                                    | О140406 (на Корчин) |
| Дубина                                               | |
| Сколе                                                | |
|                                                      | р. Орява |
|                                                      | Т 1424 (на Славсько) |
| Коростів                                             | р. Орява р. Бутивля |
|                                                      | р. Панасівка |
| Козьова                                              | р. Орявчик |
|                                                      | р. Орява |
| Орява                                                | |
| Плав'я                                               | |
| Тухолька                                             | р. Бринівка С141502 (на Климець) С141506 (на Лавочне) |
| Нагірне                                              | |
|                                                      | р. Сможенка |
| Мохнате                                              | О141903 (на Бориню) |
| Самбірський район                                    | |
|                                                      | р. Стрий |
|                                                      | С141925 (на Івашківці) |
| Закарпатська область                                 | |
| Мукачівський район                                   | |
| Латірка                                              | |
| Біласовиця                                           | С070407 (на Латірку, Біласовицю) |
| С070407 (на Тишів)                                   | р. Латориця |
| Тишів                                                | |
|                                                      | р. Латориця |
| Нижні Ворота                                         | Т 0718 (на Воловець, Міжгір'я) |
|                                                      | Т 0710 (на Підполоззя, Ужок) |
|                                                      | р. Латориця |
|                                                      | р. Абранка |
|                                                      | С070410 (на Абранку, Підполоззя) |
|                                                      | р. Латориця (9 разів) |
|                                                      | р. Латориця (7 разів) |
| Неліпино                                             | |
| Голубине                                             | р. Пиня Т 0712 (на Сваляву, Поляну, Перечин) |
| Сусково                                              | О071007 (на Сусково) |
|                                                      | О071001 (на Сваляву) |
| Карпати                                              | |
|                                                      | О071001 (на Мукачево) |
| Чинадійово                                           | р. Обава р. Матекова О071003 (на Синяк) С070718 (на Дубино) |
| Кольчино                                             | О070701 (на Пузняківці) р. Визниця |
| Мукачево                                             | E81М24 (на Берегове) Н09 (на Рахів) С070704 (на Лохово) |
|                                                      | С070714 (на Іванівці) |
|                                                      | С070712 (на Щасливе) |
| Ракошино                                             | С070711 (на Чопівці) |
| Кайданово                                            | С070727 (на Домбоки) О071201 (на Бенедиківці, Кальник, Середнє) |
|                                                      | О070704 (на Червеньово, Великі Лучки) |
|                                                      | С070702 (на Зняцьово) |
|                                                      | р. Стара |
| Ужгородський район                                   | |
|                                                      | С071210 (на Середнє, Ірляву) |
|                                                      | О071202 (на Дубрівку, Барвінок) |
|                                                      | С071218 (на Середнє) |
|                                                      | р. В'єла |
|                                                      | С071218 (на Середнє) |
|                                                      | С071219 (на Вовкове) |
| Нижнє Солотвино                                      | С071217 (на Руські Комарівці) |
|                                                      | С071229 (2 рази) (на Глибоке) |
|                                                      | С071207 (на Великі Лази) |
|                                                      | р. Цигань |
|                                                      | С071214 (на Циганівці) |
| Барвінок                                             | О071202 (на Підгорб, Дубрівку) |
| Ужгород                                              | М08 (на КПП «Ужгород», Братиславу) Н13 (на Перечин) |
| Баранинці                                            | С071202 (на Великі Геївці) |
|                                                      | О071207 (на Кінчеш, Демечі, Ужгород) |
| Розівка                                              | М06 (південний під'їзд до м. Ужгорода) С071224 (на Концово) |
| Холмок                                               | С071208 (на Ботфалву) С071208 (на Коритняни) |
|                                                      | С071211 (на Малі Геївці) |
| Сюрте                                                | О071206 (на Часлівці, Підгорб) О071209 (на Паладь-Комарівці) |
| Тийглаш                                              | С071212 (на Малі Геївці) |
|                                                      | р. Латориця |
|                                                      | М25 (на Мукачево, Берегово, Соломоново) |
|                                                      | С071226 (на Чоп, Соломоново) |
| КПП «Чоп (Тиса)»                                     | р. Тиса 4 (на Будапешт) |

## Галерея

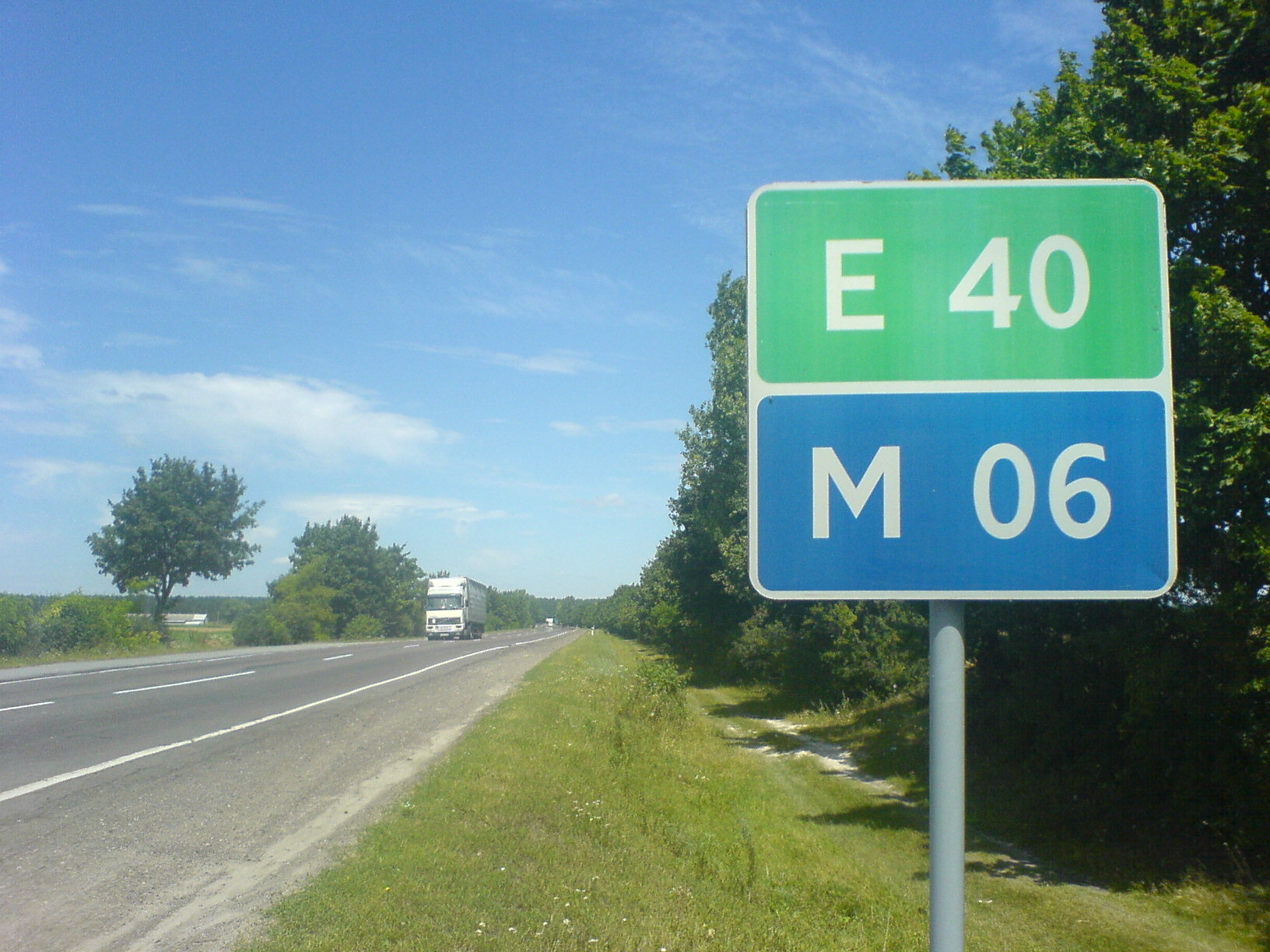
Дорожній знак із номером дороги на автошляху  М06 під Бродами
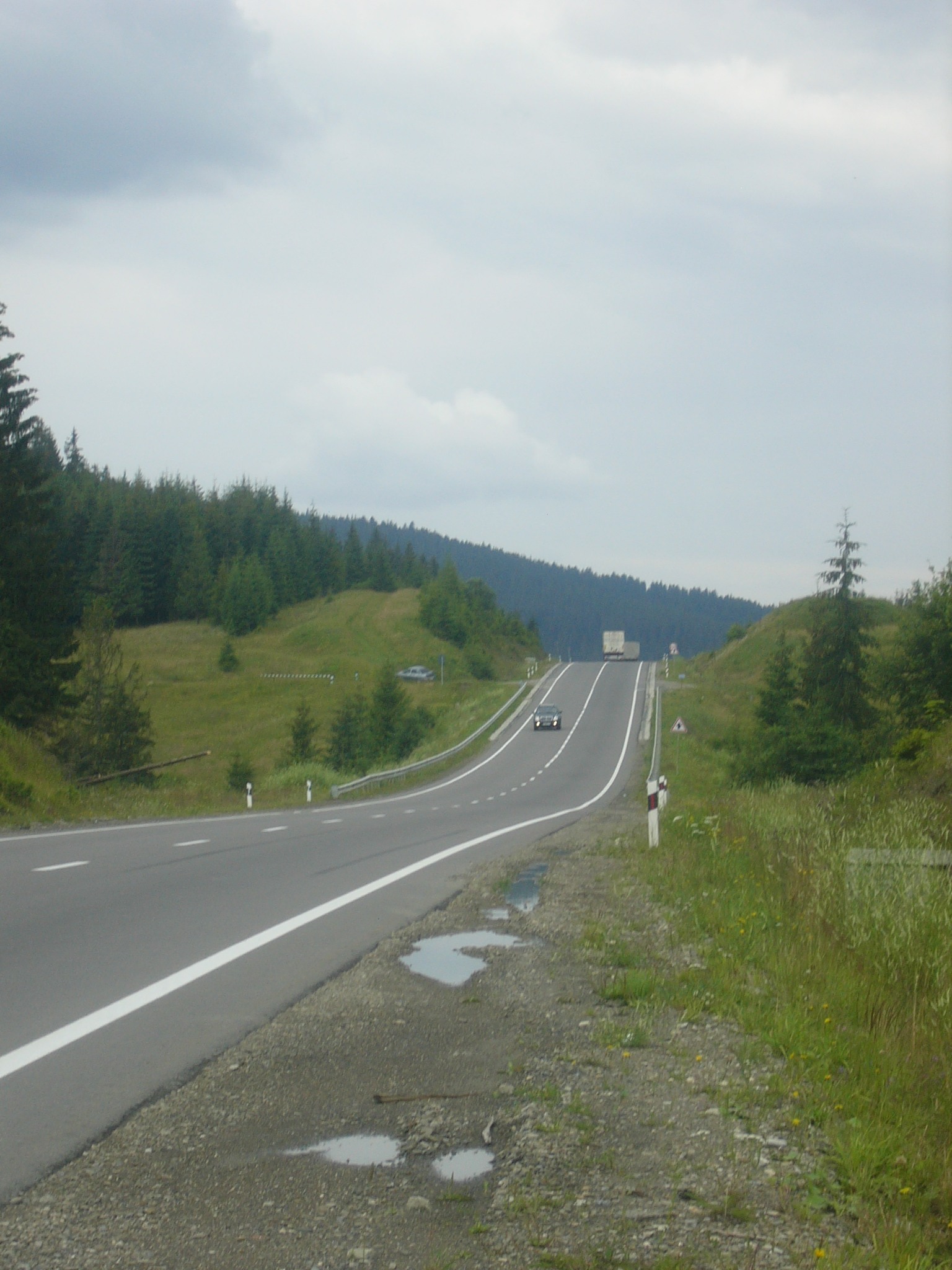
На ділянці «Сколе — Свалява»
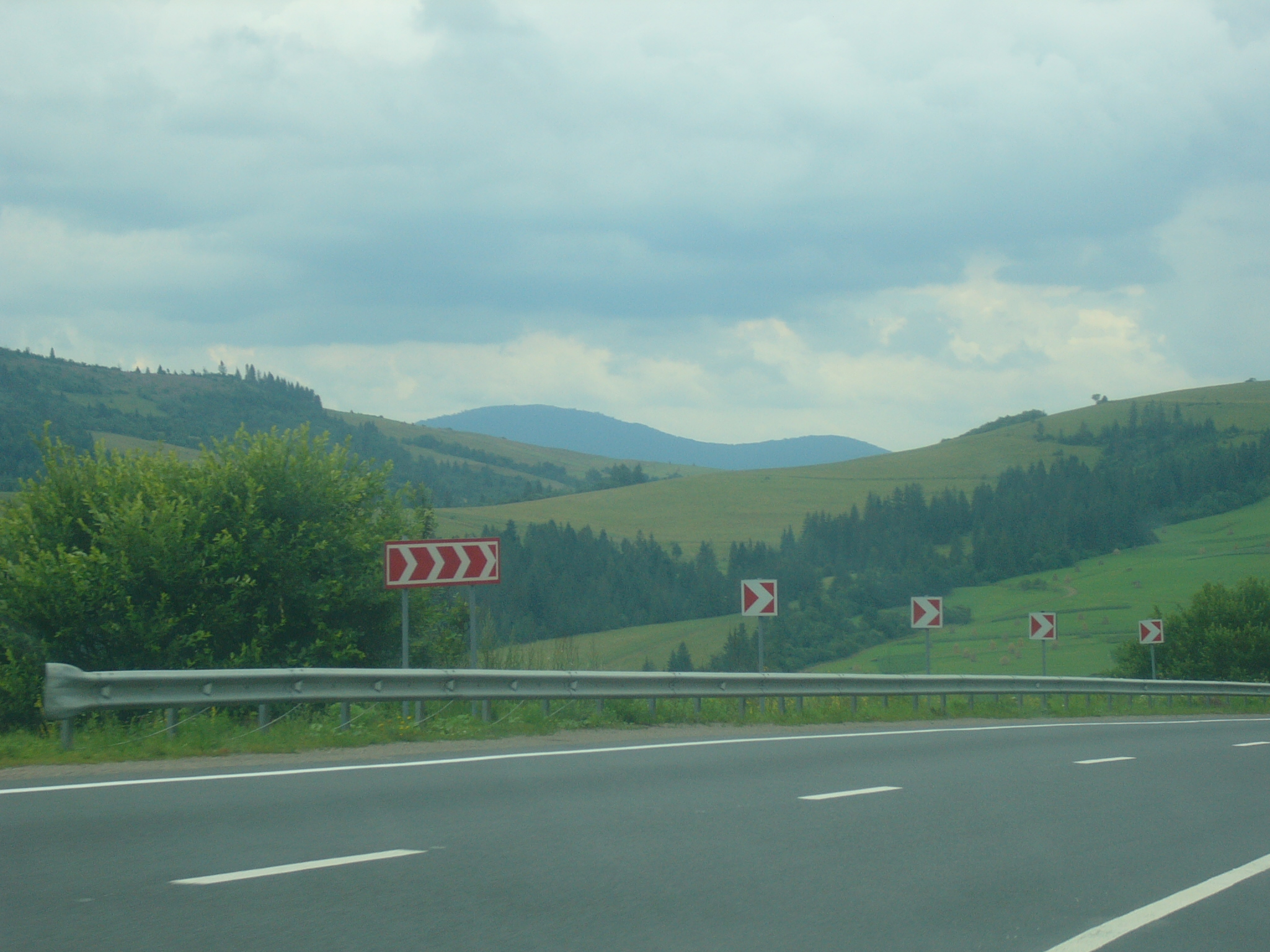
На ділянці «Сколе — Свалява»
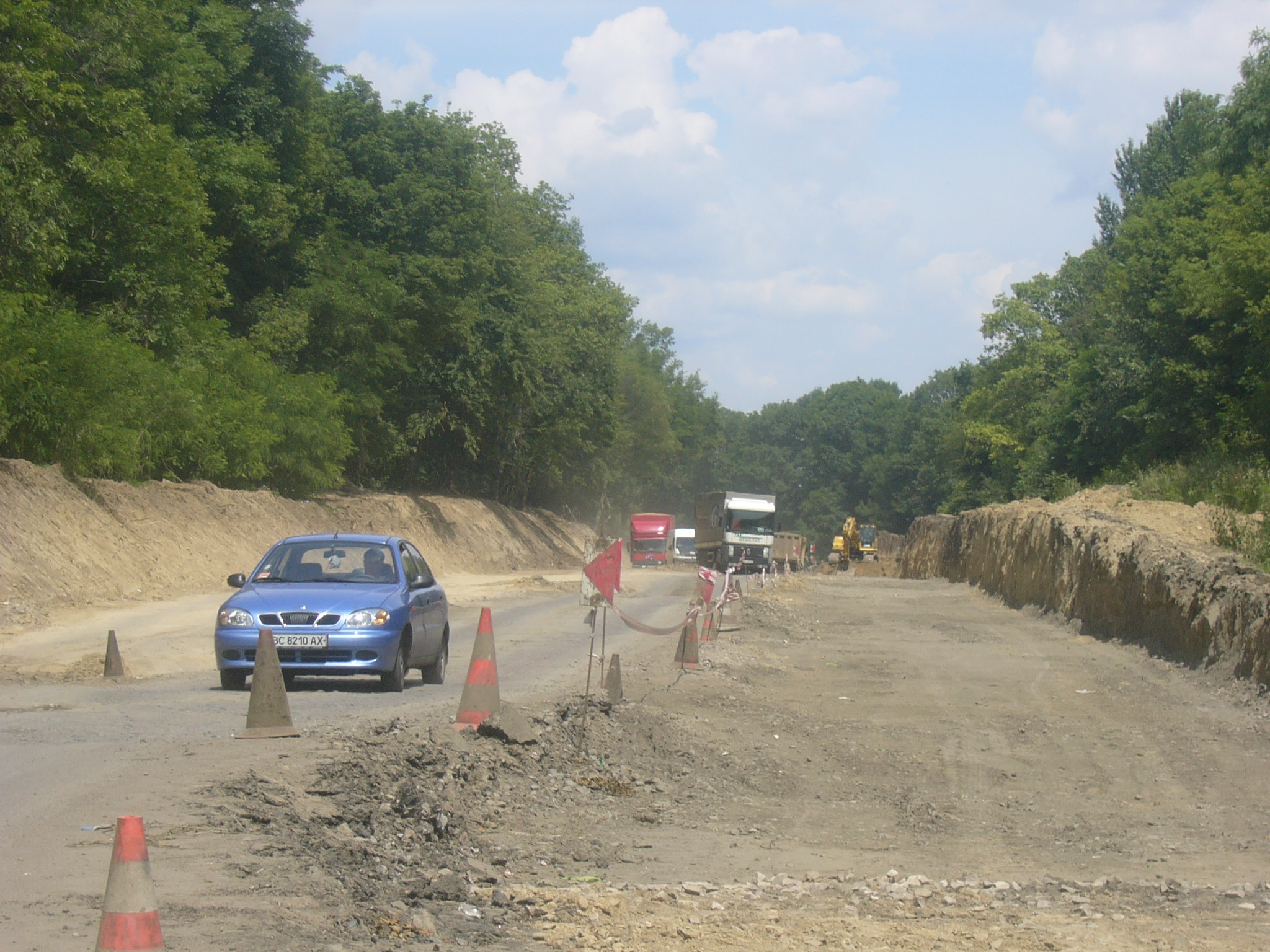
Реконструкція ділянки «Львів — Броди». червень 2007
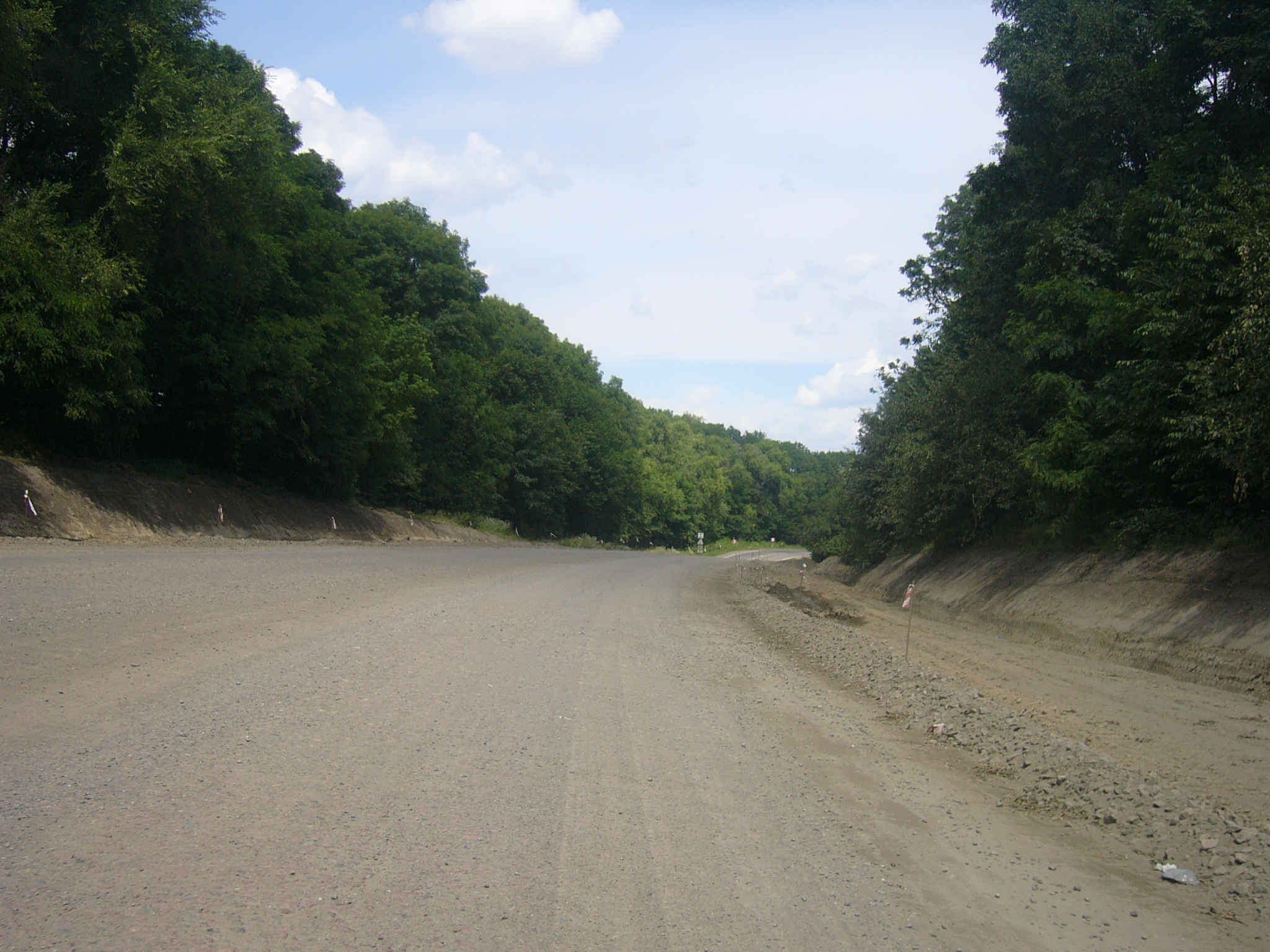
Реконструкція ділянки «Львів — Броди». червень 2007
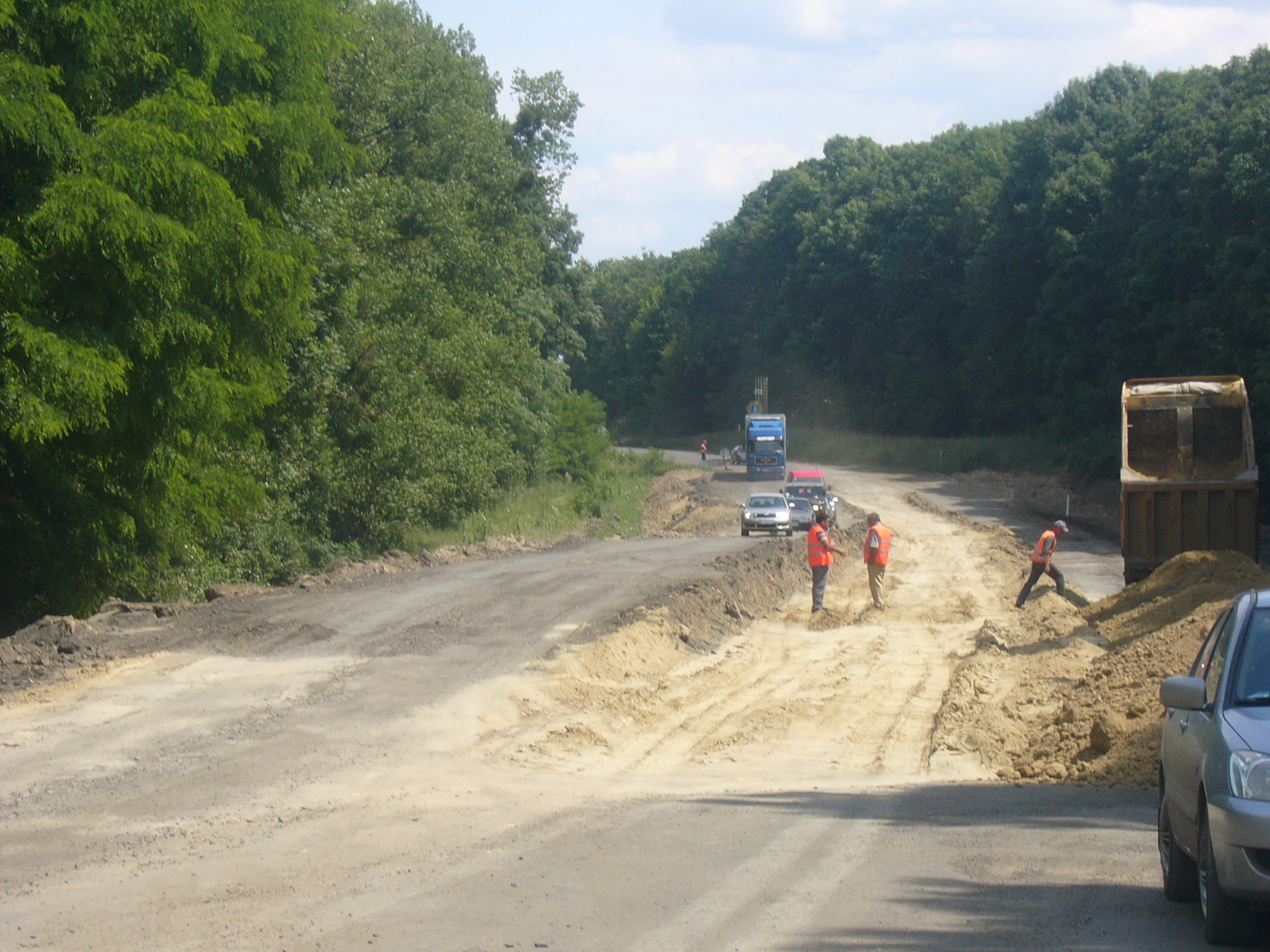
Реконструкція ділянки «Львів — Броди». червень 2007
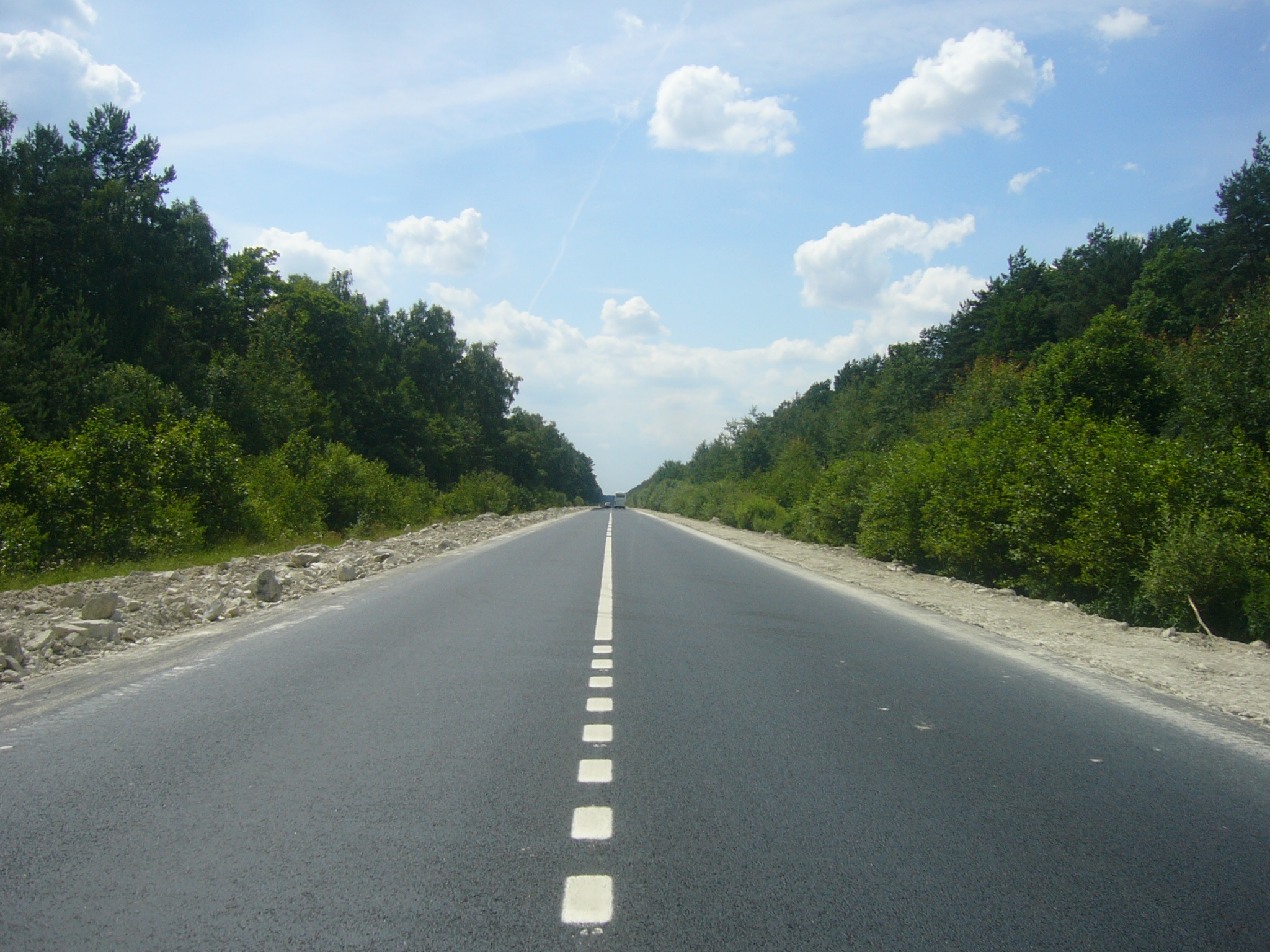
На ділянці «Броди — Дубно»